# Tamae Watanabe
Tamae Watanabe (japonés 渡辺 玉枝, Watanabe Tamae ; Prefectura de Yamanashi, 21 de noviembre de 1938) es una escaladora de montañas japonesa. 

## Biografía
Después de completar sus estudios en la Tsusu University, trabajó como funcionaria pública de la Prefectura de Kanagawa. Fue en este momento, a los 28 años, cuando comenzó a escalar montañas. En 1977 subió al Monte Denali. Luego subió al Mont Blanc, al Kilimanjaro y al Aconcagua. 
Después de su jubilación, regresó a su ciudad natal y en mayo de 2002 se convirtió en la mujer más vieja en escalar el Monte Everest. Diez años más tarde, en mayo de 2012, rompió su propio récord, cuando, ahora a los 73 años, volvió a escalar el Monte Everest.